# Mikel Nieve Iturralde
Mikel Nieve Iturralde (Leitza, 26 de maig de 1984) fou un ciclista navarrès, professional des del 2008 fins al 2022.
Bon escalador, en el seu palmarès destaca una victòria d'etapa a la Volta a Espanya de 2010 i tres al Giro d'Itàlia, el 2011, 2016 i 2018.

## Palmarès
- 2007
  - 1r a la Cursa Ciclista del Llobregat
  - 1r al Memorial Valenciaga
- 2010
  - Vencedor d'una etapa de la Volta a Espanya
- 2011
  - Vencedor d'una etapa de la Giro d'Itàlia
- 2014
  - Vencedor d'una etapa al Critèrium del Dauphiné
- 2016
  - Vencedor d'una etapa al Giro d'Itàlia i  1r al Gran Premi de la muntanya
- 2018
  - Vencedor d'una etapa al Giro d'Itàlia

### Resultats al Tour de França
- 2013. 12è de la classificació general
- 2014. 18è de la classificació general
- 2016. 17è de la classificació general
- 2017. 14è de la classificació general
- 2018. 23è de la classificació general
- 2020. Abandona (17a etapa)

### Resultats a la Volta a Espanya
- 2010. 10è de la classificació general. Vencedor d'una etapa
- 2011. 10è de la classificació general
- 2013. 23è de la classificació general
- 2014. 12è de la classificació general
- 2015. 8è de la classificació general
- 2017. 16è de la classificació general
- 2019. 10è de la classificació general
- 2020. 13è de la classificació general

### Resultats al Giro d'Itàlia
- 2011. 10è de la classificació general. Vencedor d'una etapa
- 2012. 10è de la classificació general
- 2015. 17è de la classificació general
- 2016. 25è de la classificació general. Vencedor d'una etapa.  1r al Gran Premi de la muntanya
- 2018. 17è de la classificació general. Vencedor d'una etapa
- 2019. 17è de la classificació general
- 2021. 25è de la classificació general